# Gerard Linke
Gerard Linke (ur. 8 lipca 1910 w Krośnie, zm. 20 października 1939 w Kostrzynie) – polski nauczyciel, harcmistrz Związku Harcerstwa Polskiego.

## Życiorys
Urodził się w rodzinie nauczycielskiej. W 1930 ukończył seminarium nauczycielskie w Rogoźnie. W latach 1930–1931 pracował dorywczo jako praktykant, później w latach 1931-1932 jako nauczyciel kontraktowy w Ziminie oraz Nekielce. W 1933 został przeniesiony do szkoły powszechnej w Nekli, gdzie założył męską i żeńską drużynę harcerską. 
Aktywny działacz społeczny, w 1937 ukończył kurs szybowcowy w Szamotułach. W sierpniu 1939 zawarł związek małżeński z nauczycielką z Nekli Anną Zefirjan.
18 października został aresztowany przez gestapo. 20 października 1939 został rozstrzelany przez Niemców w publicznej egzekucji na Rynku w Kostrzynie, w ramach pierwszych masowych egzekucji operacji Tannenberg w Wielkopolsce. 
Po II wojnie światowej jego zwłoki ekshumowano i złożono w grobie, w Kostrzynie. 

## Upamiętnienie
Od 1980 Gerard Linke jest patronem nekielskiego szczepu harcerskiego, działającego obecnie pod nazwą Ośrodek ZHP Nekla.
W Nekli nadano nazwę Gerarda Linke jednej z ulic.